# Vardøtunneln

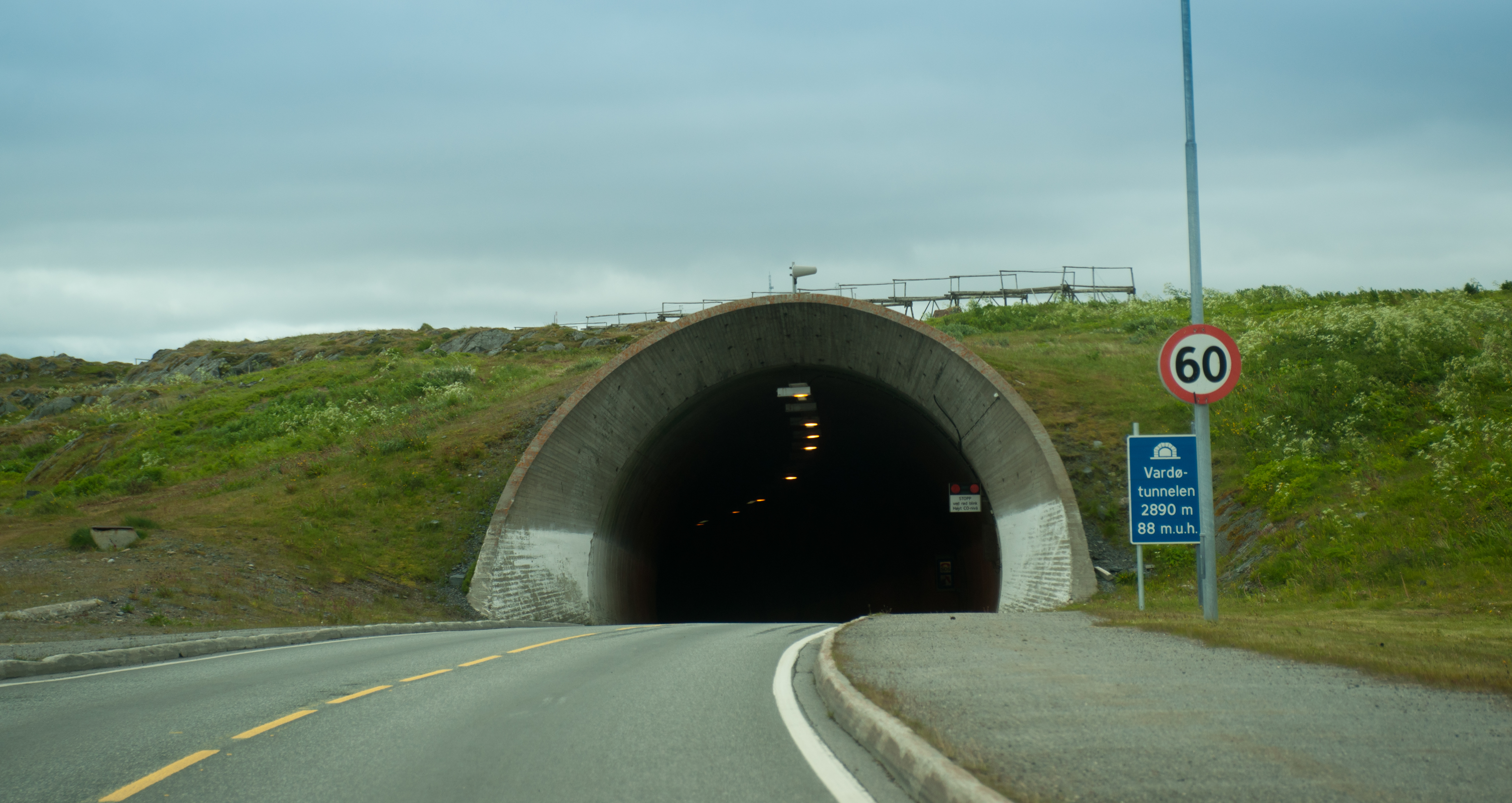
Tunnelmynningen på Vardøya.

Vardøtunnelen (norska: Vardøtunnelen) är en undervattenstunnel på Europaväg 75 i Vardø kommun i Finnmark fylke i norra Norge. Tunneln förbinder Vardøya med fastlandet och går under Bussessundet mellan Steilneset och Svartnes på fastlandet, alldeles vid Vardø flygplats.
Vardøtunnelen är 2 892 meter lång och den djupaste punkten är 88 meter under havet. Den största stigningen i tunneln är 8 %. Bygget började 1979 och tunneln togs i bruk den 22. december 1982. Den invigdes av konung Olav V den 16 augusti 1983. Den var den första tunneln under havet i Norge.